# Josephine Langford
Josephine Eliza Langford, född 18 augusti 1997 i Perth i Western Australia, är en australisk skådespelerska. Hon är mest känd för att spela rollen som Tessa Young i After-filmerna. Hon har även spelat rollen som Emma Cunningham i Netflix-filmen Moxie och Katy Gibson i filmen Gigi & Nate. Hon spelar dessutom rollen som Zoey i filmen The Other Zoey, som hade internetpremiär världen över den 20 oktober 2023.
Langford är syster till skådespelerskan Katherine Langford.

## Filmografi i urval

### Film
- 2017 – Wish Upon
- 2019 – After
- 2020 – After We Collided
- 2021 – Moxie
- 2021 – After We Fell
- 2021 – The Great Gatsby Live!
- 2022 – After Ever Happy
- 2022 – Gigi & Nate
- 2023 – After Everything
- 2023 – The Other Zoey

### TV-serier
- 2017 – Wolf Creek (TV-serie) (2 avsnitt)
- 2019 – Into the Dark (TV-serie) (1 avsnitt)